# Joanna Rapacka

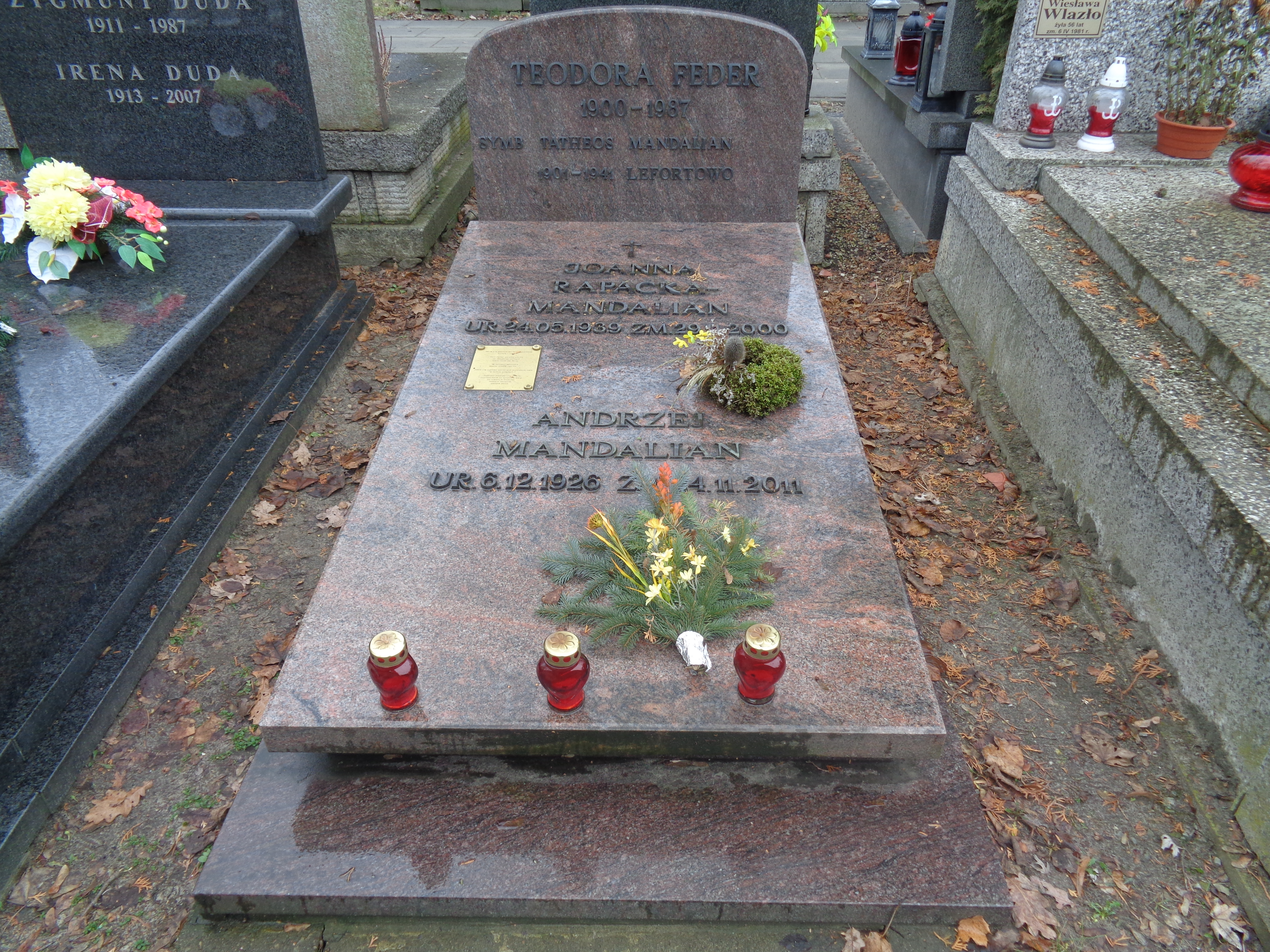
Grób Joanny Rapackiej na Cmentarzu Wojskowym na Powązkach

Joanna Monika Rapacka (ur. 24 maja 1939 w Warszawie, zm. 29 listopada 2000 tamże) – slawistka, kulturoznawczyni, historyk literatur serbskiej i chorwackiej, profesor Uniwersytetu Warszawskiego. 

## Życiorys
Była córką Adama Rapackiego i Alicji z d. Stępnowskiej. Ukończyła studia z zakresu polonistyki i slawistyki na Uniwersytecie Warszawskim. Naukę kontynuowała w Zagrzebiu i Belgradzie. Po ukończeniu studiów do 1967 mieszkała w Jugosławii. W 1967 została zatrudniona na Uniwersytecie Warszawskim, z którego wyjechała w 1971 do Włoch, gdzie pracowała przez cztery lata na miejscowym uniwersytecie jako lektor języka polskiego.
Rozprawę doktorską poświęconą epopei Osman Ivana Gundulicia obroniła na Uniwersytecie Warszawskim (promotor: Józef Magnuszewski). W 1984 na tej samej uczelni uzyskała stopień doktora habilitowanego, na podstawie rozprawy poświęconej sielance chorwackiej. Na warszawskiej uczelni pracowała przez cały okres swojej kariery naukowej, na stanowisku adiunkta, docenta, a wreszcie profesora. W latach 1991–1993 kierowała Instytutem Filologii Słowiańskiej UW. W 1999 otrzymała tytuł profesora zwyczajnego. Od 1992 aż do śmierci była pracownikiem Instytutu Slawistyki PAN.
Prowadziła badania głównie z zakresu literatury dubrownickiej okresu renesansu i baroku, nad ilirską i chorwacką ideą narodową, a także nad związkami Bośni z kulturą chorwacką. Była członkiem zagranicznym Chorwackiej Akademii Nauk.
Żona Andrzeja Mandaliana – poety i tłumacza, z którym miała syna. Pochowana na Cmentarzu Wojskowym na Powązkach w Warszawie (kwatera B3, rz. 2, gr. 6).

## Prace naukowe
- „Osman” Ivana Gundulicia. Bunt świata przedstawionego, Wrocław 1975.
- Rzeczpospolita Dubrownicka, Warszawa 1977.
- Złoty wiek sielanki chorwackiej, Warszawa 1984.
- Dawna literatura serbska i dawna literatura chorwacka. Zarys dziejów, Warszawa 1993.
- Godzina Herdera. O Serbach, Chorwatach i idei jugosłowiańskiej, Warszawa 1995.
- Leksykon tradycji chorwackich, Warszawa 1997.
- Śródziemnomorze, Europa Środkowa, Bałkany. Studia z literatur południowosłowiańskich, Kraków 2002.